# 马蒂亚斯·约伦贝克
马蒂亚斯·约伦贝克（德語：Matthias Jöllenbeck，1987年2月16日—）是一位德国足球裁判，自2020-21赛季起执法德甲联赛。

## 裁判生涯
约伦贝克自2016年以来便一直代表魏勒塔尔体育俱乐部（SV Weilertal）主哨德乙联赛。2020年夏天，他与托比亚斯·赖歇尔共同作为德国足协“促进未来”计划的一部分，被纳入德甲联赛主裁判名单。他在德甲执法的首场比赛是2020年11月7日，由柏林联盟对阵阿米尼亚比勒费尔德。截至2020年末，约伦贝克共累积有1场德甲及39场德乙执法经验。

## 个人生活
约伦贝克的主职是医生，现居于弗赖堡。